# René Savary
René Savary, född den 12 oktober 1949 i Oberriet, är en schweizisk före detta tävlingscyklist.

## Meriter
| Bana Europamästerskap [ 2 ] 1976/1977 2:a i stayer 1977/1978 2:a i stayer 1978/1979 3:a i madison med Kim Gunnar Svensdsen Sexdagarslopp 1978/1979 Vinnare av Zürichs sexdagars med René Pijnen [ 3 ] Schweiziska mästerskapen [ 4 ] 1971 Schweizisk mästare i poänglopp 1972 Schweizisk mästare i poänglopp 1974 2:a i omnium 1975 Schweizisk mästare i omnium 1976 Schweizisk mästare i stayer 1977 Schweizisk mästare i stayer 1978 Schweizisk mästare i stayer 1979 2:a i stayer | 1975 6:a i Tour du Nord-Ouest 10:a i GP du canton d'Argovie 1976 Vinnare av Tour du Nord-Ouest Vinnare av etapp 4b (ITT) i Tour de Suisse 1979 Vinnare av etapp 2 i Tour de Suisse Vinnare av etapp 2 i Deutschland Tour |